# Zodacite
La zodacite è un minerale appartenente al gruppo della calcioferrite.